# Коваленки (Житомирская область)
Коваленки (укр. Коваленки) — село на Украине, основано в 1870 году, находится в Любарском районе Житомирской области.
Код КОАТУУ — 1823185402. Население по переписи 2001 года составляет 335 человек. Почтовый индекс — 13140. Телефонный код — 4147. Занимает площадь 14,276 км².

## Адрес местного совета
13140, Житомирская область, Любарский р-н, с.Панасовка, Школьная, 2